# Јужносудански арапски пиџин
Јужносудански арапски пиџин (Arabi Juba, Juba Arabic, Sudanese Creole Arabic), је лингва франка из породице креолских језика. Њиме се служи око 20-40.000 људи Јужног Судана, тачније становника главног града Џубе у вилајету Централна Екваторија. То је типичан локални језик својствен за мањи простор који је настао поједностављењем локалног дијалекта у комбинацији са суданским арапским језиком.